# Hudiviller
Hudiviller är en kommun i departementet Meurthe-et-Moselle i regionen Grand Est (tidigare regionen Lorraine) i nordöstra Frankrike. Kommunen ligger i kantonen Lunéville-Nord som tillhör arrondissementet Lunéville. År 2022 hade Hudiviller 316 invånare.

## Befolkningsutveckling
Antalet invånare i kommunen Hudiviller
| Referens: INSEE |